# Wildstrubelgletsjer
De Wildstrubelgletsjer (Duits: Wildstrubelgletscher) of Lämmerngletsjer is een berggletsjer in de zuidelijke Berner Alpen. De gletsjer ligt op het grondgebied van de Zwitserse gemeente Leukerbad in het kanton Wallis. In 1917 was de gletsjer ongeveer 2,75 km lang. In 2011 was de lengte met meer dan 450 meter verkort tot 2,3 km. De oppervlakte werd in 1992 geregistreerd en bedroeg 3,15 km².
De Wildstrubelgletsjer ligt op de zuidoostelijke flank van het Wildstrubelmassief tussen de eigenlijke Wildstrubel (Weststrubel) en de middentop met de kop op meer dan 3200 m boven zeeniveau. De gletsjer stroomt als een brede ijsstroom naar het oosten, geflankeerd door de Schneehorn (3178 m) in het zuiden en de Grossstrubel (3243 m) in het noorden. De gletsjertong eindigde in 2011 op een hoogte van ongeveer 2540 m. Hier ontspringt de Lämmerendalu, een bergbeek die het gletsjerdal afwatert in de Daubensee in karstgebied direct ten noorden van de Gemmipas. Het bergmeer watert onderaards af en stroomt zuidwaarts via het bergbeekje Russen in Varen naar de Rhône.
De Wildstrubelgletsjer wordt van de Plaine Morte-gletsjer verder naar het zuiden gescheiden door de bergkam die van de Weststrubel (3244 m) in zuidoostelijke richting naar de Schneehorn loopt. In het verleden werd het oostelijke deel van de Plaine Morte-gletsjer ten zuiden van deze bergkam de "Wildstrubel-gletsjer" genoemd.
In het midden van de 19e eeuw strekte de Wildstrubelgletsjer alias Lämmerngletsjer zich iets verder uit in het dal en was verbonden met de Lämmerengletsjer die vanaf de Schwarzhorn noordwaarts naar beneden stroomde. In deze tijd reikte de Steghorngletsjer, die van de Stäghorn zuidwaarts in het gletsjerdal tussen Grosstrubel en Lämmerenhorn ook tot aan de Wildstrubelgletsjer. De Wildstrubelgletsjer, Lämmerengletsjer en Steghorngletsjer geven alle uit in het gletsjerdal Lämmerenboden dat wordt afgewaterd door de eerder vermelde Lämmerendalu.